# Tetrorchidium jamaicense
Tetrorchidium jamaicense là một loài thực vật có hoa trong họ Đại kích. Loài này được Croizat miêu tả khoa học đầu tiên năm 1943.